# Bobby Morrow
Bobby Joe Morrow (Harlingen, Texas, 15 de octubre de 1935 - San Benito, Texas, 30 de mayo de 2020) fue un atleta estadounidense especialista en pruebas de velocidad y ganador de tres medallas de oro en los Juegos Olímpicos de Melbourne 1956 (100, 200 y relevos 4 x 100 metros).

## Biografía
Se crio en una granja en la localidad de San Benito, Texas, y antes de empezar en el atletismo jugaba al fútbol americano en el instituto. Más tarde acudió a la Universidad Cristiana de Abilene, donde comenzó a destacar como velocista, y donde se graduaría en 1957.
En 1955, con solo 19 años, se proclamó por primera vez campeón estadounidense de los 100 metros. Su mejor temporada llegó en 1956. Antes de los Juegos Olímpicos de Melbourne revalidó el título nacional de los 100 metros, y logró ganar en 100 y 200 metros en las pruebas de clasificación de su país para los Juegos, celebradas en Los Ángeles, igualando además los récords mundiales en ambas pruebas, con 10,2 y 20,6 respectivamente.
En los Juegos de Melbourne, celebrados a finales de noviembre, ganó tres medallas de oro en las tres pruebas en que participó: 100, 200 y relevos 4 x 100 metros. En la prueba de relevos los estadounidenses batieron el récord mundial con 39,5 y el cuarteto lo formaban por este orden Ira Murchison, Leamon King, Thane Baker y el propio Morrow.
Ese año fue elegido Deportista masculino del año por la revista Sports Illustrated.
Tras los Juegos continuó compitiendo a buen nivel durante un tiempo. En 1958 ganó los títulos nacionales de 100 y 200 metros. Se retiró en 1960 tras no conseguir clasificarse para los Juegos Olímpicos de Roma de 1960.
Tras su retirada trabajó como granjero y comerciante mayorista.

## Récords mundiales oficialmente reconocidos

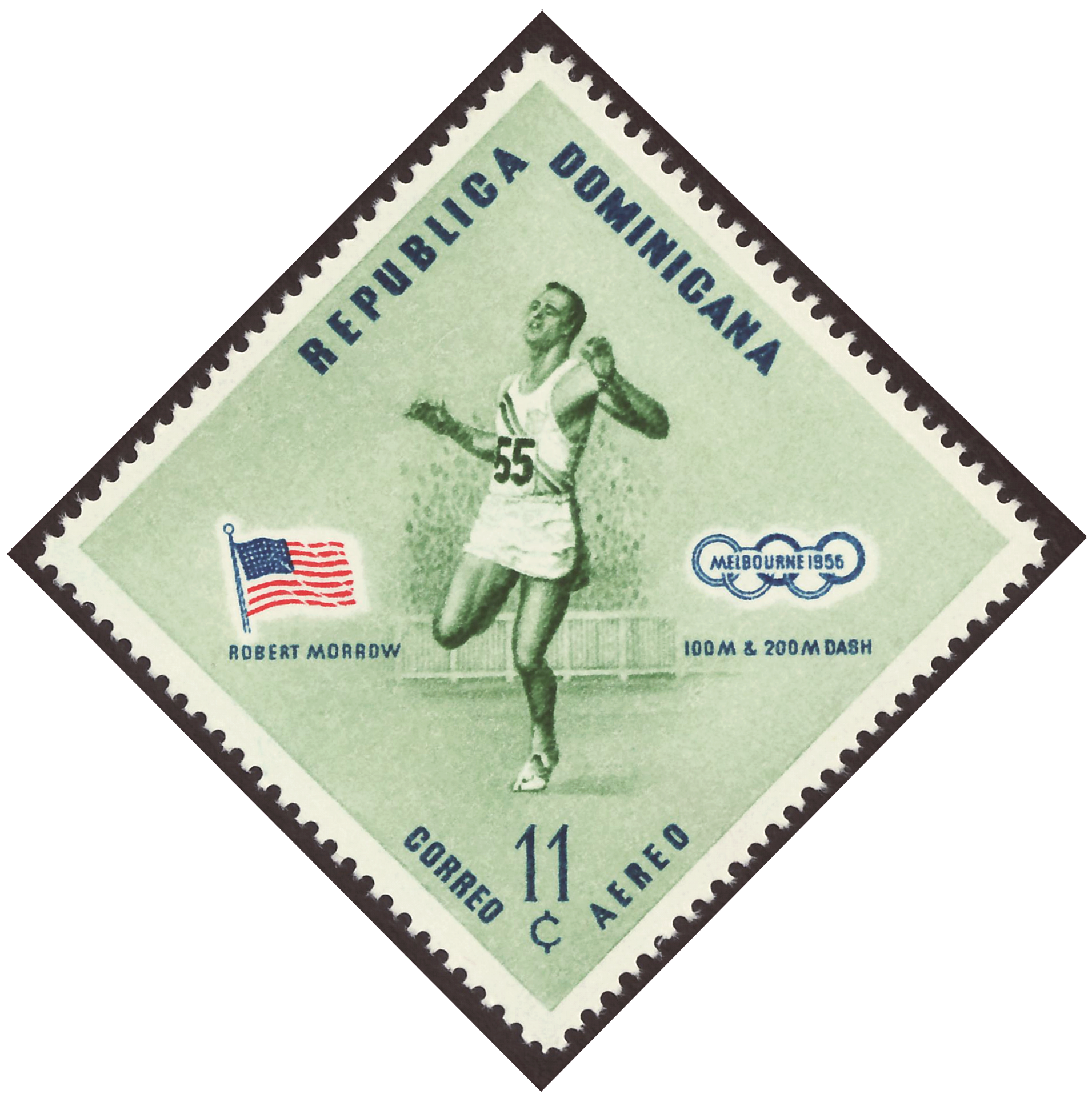
Sello de República Dominicana; 1957; sello de correo aéreo de la emisión "Juegos Olímpicos de Verano de 1956 en Melbourne (Australia) - Atletas ganadores"; sello con Robert Morrow, medalla de oro en las en los 100 metros lisos, 200 metros lisos y relevos 4 × 100 m en los Juegos Olímpicos de Melbourne, 1956. Sello en formato de rombo cuadrático.

Bobby Morrow estableció varios récords mundiales:
- 100 yardas : 9.3 s, marcado el 14 de junio de 1957 en Austin
- 100 metros: 10.2 s, marcado el 19 de mayo de 1956 en Houston
- 100 metros: 10.2 s, marcado el 22 del 22 de junio de 1956 en Bakersfield
- 100 metros: 10.2 s, marcado el 29 de junio de 1956 en Los Ángeles
- 200 metros: 20.6 s, marcado el 27 de noviembre de 1956 en Melbourne
- 4 × 100 metros: 39.5 s, marcado el 1 de diciembre de 1956 en Melbourne con Ira Murchison, Leamon King, Walter Thane Baker y Bobby Morrow (posta de Estados Unidos)
- 4 × 110 yardas: 39.9 s, marcado el 11 de mayo de 1957 en Fresno con Waymond Griggs, William Woodhouse, James Segrest y Bobby Morrow (posta del Abilene Christian College)
- 4 × 110 yardas: 39.7 s, marcado el 31 de mayo en Modesto con Waymond Griggs, William Woodhouse, James Segrest y Bobby Morrow (posta del Abilene Christian College)
- 4 × 220 yardas: 1:24.0 min, marcado el 26 de mayo de 1956 en Modesto con Don Conder, William Woodhouse, James Segrest y Bobby Morrow (posta del Abilene Christian College)
- 4 × 220 yardas: 1:23.8 min, marcado el 5 de diciembre de 1956 con Leamon King, Andy Stanfield, Walter Thane Baker y Bobby Morrow (posta de Estados Unidos)
- 4 × 220 yardas: 1:22.6 min, marcado el 31 de mayo de 1958 en Modesto con William Woodhouse, James Segrest, George Peterson y Bobby Morrow (posta del Abilene Christian College)

## Reconocimientos
Bobby Morrow fue elegido Atleta del Año de Estados Unidos por sus tres victorias olímpicas en 1956. Fue el primer velocista después de Jesse Owens en 1936, quien logró una doble victoria en ambas distancias de ve,locidad en los Juegos Olímpicos, después de él esto solo lo volvió a lograr en 1972 Valery Borzov. Con una altura de 1,86 m y un peso de competición de 75 kg, Morrow era bastante fuerte para ser un velocista de la época y, aunque no estableció un nuevo récord mundial en distancias individuales, ganó todas las competiciones importantes. Además de sus títulos olímpicos y de la AAU en 1956, también ganó los campeonatos de 100 yardas de la AAU de 1955 y 1958 y el título de 220 yardas de 1958.
En 1984, el historiador deportivo estadounidense Bill Mallon describió a Bobby Morrow como "sin duda el mejor velocista blanco de todos los tiempos". Por supuesto, es difícil comparar los logros de Bobby Morrow con los logros de Archie Hahn o Percy Williams antes que él, o Valery Borzov o Pietro Mennea después de él. Pero si la afirmación de Mallon es válida hasta 1984, también lo es hoy, porque desde Mennea ningún velocista blanco ha sido el mejor velocista del mundo de su época.

## Muerte
Falleció a los ochenta y cuatro años el 29 o el 30 de mayo de 2020 en su domicilio en San Benito (Texas) por causas naturales.

## Vida personal

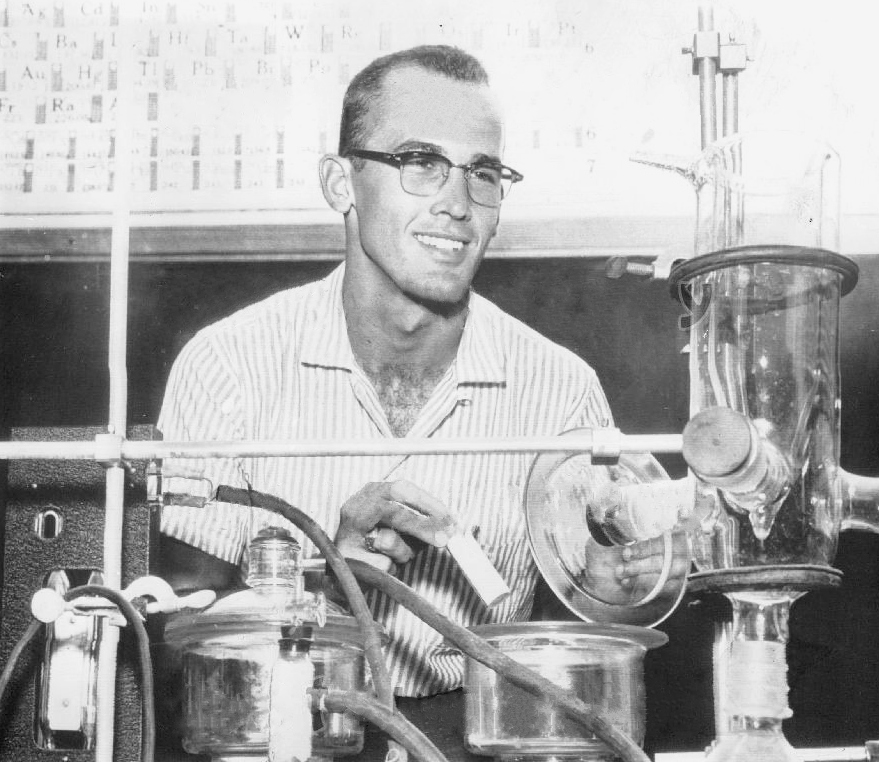
Morrow en un laboratorio en sus años de universidad en 1956.

Morrow se casó con Jo Ann Strickland, a quien conoció en la escuela secundaria, en lo que se describió como un "matrimonio de cuento de hadas". Se mudaron a Odesa y luego a Houston, donde reinició su carrera en la banca que había dejado en espera para entrenar para los Juegos Olímpicos de 1960 en Roma. Italia. Se divorciaron alrededor de 1968. Posteriormente se mudó a Ohio, donde conoció y se casó con Judy.

| Predecesor: Lindy Remigino | Campeón Olímpico de 100 metros planos Melbourne 1956 | Sucesor: Armin Hary    |
| Predecesor: Andy Stanfield | Campeón Olímpico de 200 metros Melbourne 1956        | Sucesor: Livio Berruti |

## Legado
En octubre de 2006, la San Benito High School nombró a su nueva instalación deportiva de 12.000 asientos en San Benito, utilizado para el fútbol americano y el fútbol, Bobby Morrow Stadium. Morrow estuvo presente para ayudar a dedicar la nueva instalación. Fue incluido en el Salón Nacional de la Fama del Atletismo en 1989 y en el Salón de la Fama de los Entrenadores de Atletismo de Texas en 2016.